# Astrid Schult
Astrid Schult (* 23. April 1979 in Bad Nauheim) ist eine deutsche Regisseurin.

## Leben und Schaffen
Schult wuchs in Niddatal-Assenheim auf. Sie war bis 1995 Schülerin der Waldorfschule Bad Nauheim, absolvierte das Abitur 1998 an der Rudolf-Steiner-Schule in Berlin-Dahlem. 1998 und 1999 machte sie ein sechsmonatiges Praktikum in Kanada, arbeitete während dieser Zeit bei DCTV, einem lokalen Sender in Vancouver.
Im Jahr 1999 arbeitete sie als EB-Assistentin für die Digitalfilmfirma Electronic Pictures in Berlin. Sie fertigte Beiträge unter anderem für ARTE, BR und SWR meist im Bereich politische Berichterstattung. Von 2000 bis 2002 war Schult tätig für verschiedene Fernsehproduktionsfirmen. Seit 2002 arbeitete sie als selbstständige Kameraassistentin. Parallel schrieb sie sich ein für ein Studium der Geschichtswissenschaft und Literaturwissenschaft an der Humboldt-Universität zu Berlin.
Ab 2003 begann Schult im Studiengang Kamera an der Filmakademie Baden-Württemberg. Ihr Hauptstudium ab 2005 machte sie im Studiengang Regie/Dokumentarfilm. Das Studium schloss sie 2009 mit Diplom ab. Bereits 2006 brachte ihr Film Zirkus is nich ihr eine Einladung zur Berlinale sowie mehrere Dokumentarfilmpreise ein. Die Erstausstrahlung des 45-Minüters erfolgte im WDR in der Reihe Menschen hautnah im Frühjahr 2007.
Ihr Abschlussfilm für die Erlangung des Diploms 2009, Der innere Krieg wurde uraufgeführt im Rahmen der Hofer Filmtage 2009. Er brachte ihr viel Beachtung durch einen Sonderpreis bei der Verleihung der Adolf-Grimme-Preise 2010. Sie erhielt das Eberhard-Fechner-Förderstipendium der VG Bild-Kunst.
2017 inszenierte sie ihr Spielfilmdebüt, den Thriller „Die Stunde des Bösen“, beim kleinen Fernsehspiel des ZDF.
Astrid Schult lebt und arbeitet als freie Autorin und Regisseurin in Berlin.

## Filmografie
- 2004: Kaspars Kreuz, 10 Min., (Regie, Kamera)
- 2005: Der Schlagmann, 15 Min., (Kamera)
- 2005: Geist der Städte, 30 Min., (Regie)
- 2005: Punk Kongress, 45 Min., (Kamera)
- 2006/2007: Gysi und ich, (Kamera)
- 2006/2007: Zirkus is nich, 45 Min., (Drehbuch, Regie)
- 2009: Der innere Krieg, 72 Min., (Drehbuch, Regie)
- 2011: Die Vermittler, 73 Min., (Drehbuch, Regie)
- 2012: I Want My Country Back – The Tea Party, 82 Min. (Drehbuch, Regie)
- 2012: Ich will mein Land zurück – Die Tea Party, 60 Min. (Drehbuch, Regie)
- 2013: Irgendwann ist Schluss – 30 Min. (Drehbuch, Regie mit Ko-Autor Gunther Merz)
- 2013/2014: Das letzte Kapitel I & II, 2 × 30 Min. (Drehbuch, Regie mit Ko-Autor Gunther Merz)
- 2015: Rufmord - Wenn Gerüchte zum Albtraum werden, 45 Min. (Drehbuch, Regie mit Ko-Autor Gunther Merz)
- 2017: Winterjagd, Spielfilmdebüt, 75 Min. (Drehbuch Ko-Autorin, Regie)
- 2017: The Last Traces – The Story of Ernst and Ernst, 45 Min. (Drehbuch, Regie)
- 2020: FilmFrauen. Die Interviews – 2. Staffel, Folge Annette Frier (Regie)
- 2020: WDR History App 1933–1945 – 3. Teil, Mit 18 an die Front (Buch, Regie)
- 2020: ZDF Aktenzeichen XY, 6 Folgen (Regie)
- 2021: FilmFrauen. Die Interviews - 3. Staffel, Folge Carmen-Maja Antoni, Maria Ehrich (Regie)
- 2021: ZDF Aktenzeichen XY, 5 Folgen (Regie)
- 2021: ZDF Rosenheim Cops, 2x45 Min. - Der Unvollendete / Wer rechnet schon mit Mord (Regie)
- 2022: FilmFrauen. Die Interviews - 4. Staffel, Folgen Maren Kroymann, Lorna Ishema
- 2022: ZDF Herzkino, 90 Min. Kreuzfahrt ins Glück - Hochzeitsreise nach Ligurien (Regie), Buch: Barbara Engelke
- 2022: ZDF Freitagskrimi, "Der Alte", 2x60 Minuten - "Die letzte Chance/Der große Bruder" - Mit Thomas Heinze (Regie)
- 2023: Zirkus is nich - Dominik und die Suche nach der verlorenen Kindheit, 63 Min., WDR (Buch, Regie, Produktion)
- 2023: Friesland: Abdrift, (Regie)

## Auszeichnungen
- Medienpreis 2024 DRK, würdigt herausragende journalistische Arbeiten, für Zirkus is nich - Dominik und die Suche nach der verlorenen Kindheit
- Medienpreis 2024 BVKJ, herausragender journalistischer Beitrag für Zirkus is nich - Dominik und die Suche nach der verlorenen Kindheit
- Micki Moore Award, Best Feature Film Directed by a Woman für Winterjagd Toronto Jewish Film Festival 2018
- Emerging Filmmaker Jury Price für Winterjagd, Atlanta Jewish Film Festival 2018
- Akademie der Künste - Kunstpreis Berlin, Film- und Medienkunst 2012 für Zirkus is nich, Der innere Krieg und Die Vermittler
- Eberhard-Fechner-Förderstipendium der VG Bild-Kunst als Sonderpreis des Grimme-Preis 2010 für Der innere Krieg (Buch/Regie)[6]
- Man & War Documentary Festival Jekaterinburg, Bester Dokumentarfilm für Der innere Krieg 2010
- New Berlin Film Award, Preis für den besten Dokumentarfilm Der innere Krieg 2010
- Dokumentarfilmpreis – Sehsuechte, Bester Nachwuchsfilm für Zirkus is nich 2007
- New Berlin Film Award für Zirkus is nich 2007